# والتر میریش
والتر میریش (انگلیسی: Walter Mirisch؛ زادهٔ ۸ نوامبر ۱۹۲۱) یک تهیه‌کننده اهل ایالات متحده آمریکا است.
از فیلم‌های او می‌توان به الاکلنگ دونفره اشاره کرد.